# Andrew Haigh
Andrew Haigh (uttal: /heɪɡ/), född 7 mars 1973 i Harrogate, är en brittisk regissör, manusförfattare och producent, känd bland annat för filmerna Weekend från 2011 och 45 år från 2015 samt tv-serien Looking från 2014 till 2016.